# Carsten Richardson
Carsten Richardson (auch Carsten Richardt) war ein Seefahrer aus Holstein, der im frühen 17. Jahrhundert im Dienst der dänischen Marine stand.
Richardson nahm an der zweiten und dritten Grönlandexpedition unter Christian IV. teil. Bei der zweiten Expedition 1606 war er Kapitän der aus Schottland stammenden Gilliflower (40 Tonnen), die jedoch vor Grönland in dichtem Nebel und Packeis den Kontakt zum Flaggschiff Trost verlor und nach Dänemark zurückfahren musste.
1606 wurde er zum Leiter der dritten Expedition ernannt. Diese sollte die Südostküste Grönlands anlaufen und dort nach den nordischen Siedlungen (Grænlendingar) suchen. Die beiden Schiffe Trost und Greenland brachen am 13. Mai auf und drangen vor die Ostküste Grönlands bis auf den 64. Breitengrad vor. Eine Landung an der Küste gelang aufgrund schlechtem Wetter und dichtem Packeis allerdings nicht. Nachdem die Trinkwasservorräte zur Neige gingen und die Schiffe durch Eis schwer beschädigt waren, entschloss sich Richardson zur Umkehr. Am 25. Juli traf die Flotte wieder in Kopenhagen ein.
Richardson diente später als Diplomat in Polen und Ungarn.

## Quelle
- William J. Mills: Exploring Polar Frontiers: A Historical Encyclopedia. ABC-Clio, Santa Barbara 2003, S. 548f.,  ISBN 978-1-57607-422-0.